# 岩辺晃三
岩辺 晃三（岩邊 晃三、いわなべ こうぞう、1938年5月6日 - ）は、日本の会計学者。埼玉大学名誉教授、聖カタリナ大学元教授。日本商学研究学会名誉会長。

## 来歴
静岡県庵原郡由比町（現静岡市清水区由比）出身。「イタリア式簿記の日本伝播説」、「天海・明智光秀同一説」を唱えている。また神武天皇の詔「六合開都、八紘為宇」を新解釈して、「実協ピラミッド企業モデル」を考案し、神武天皇の実在性を追究して、神武天皇は「モーセの墓」を意識し、モーセを封印したことを明らかにしたと主張している。
世界の言語の起源は日本語にあったと結論する。一蔀は72年であることを明らかにしたと主張している。付加価値税（消費税）の直接税化を提言し、「特別会計」の成立ちを明らかにする。モーセの墓と宇都宮市にあったはずのヨシュアの墓から見ると、富士山と三保の松原の関係がより鮮明になるという。

## 人物と研究
会計学研究に迷った1973年、恩師である中西寅雄に「焼き物（陶芸）も会計学も、人間が係わるものであるから、どこかで通じるところがあるはずだ。行きつくところまで行ったら良い」と言われる。そのひと言に動かされて、「焼き物」に関心を強めていく。1977年から78年に文部省在外研究員としてフランスおよびオランダに滞在の際には、「ECにおける会計」について資料収集のかたわら、ヨーロッパ各地の博物館・美術館を廻る。1980年にテーマを見つけ、1983年『社会科学論集』に「16世紀日欧会計史」を、1988年に日本会計研究学会で文化論的アプローチに基づいて「イタリア式簿記の日本への伝播について」を発表する。しかし、江戸時代の帳合法は「わが国固有の」ものであるという通説に変化を見ることはなかった。
伝播説を証明する「具体的証拠」がないことから、証拠がない理由を考え、証拠がない理由として、本能寺の変をあげ、明智光秀・南光坊天海の同一説を展開している。1991年10月、日本テレビ放映の「謎学の旅」に出演し、日本地図に描いた2つの六角星形をもとに、わらべ歌「かごめの歌」は、日光に墓のある天海に対して後ろの正面にあたる岸和田市の本徳寺に唯一の画像のある光秀を暗示していると解釈する。
1992年8月に京都市で開催された第6回会計史世界会議において、「会計帳簿と日本の歴史」について発表する。1993年に著書『天海・光秀の謎―会計と文化―』を税務経理協会から刊行する。天海・光秀同一説を秩父札所・日本百観音の9番と13番に見出し、大石内藏助の「預置候金銀請払帳」を分析し赤穂事件を新解釈する。また、由井正雪による慶安の変に言及し、さらに、古九谷の謎や浮世絵の写楽の謎を明らかにしたと主張する。1994年3月山鹿素行を顕彰する「素行会」に入会する。同年12月、天海・光秀説に係わる著書『複式簿記の黙示録』を徳間書店から、会計全般についての編著書『基本会計』を税務経理協会から刊行する。『複式簿記の黙示録』では、国際会計基準の日本経済に与える影響を予言したと主張している。
1995年に素行会関係者によって刊行された『みことのり』の中に、神武天皇の詔「六合開都、八紘為宇」を見て、ピラミッドを底辺で2つ重ねた八面体の形が、神武天皇の国家観であると「新解釈」したと主張し、国家観であれば企業観に通じるとして、「実虚ピラミッド企業モデル」を考案する。後に2006年、「実協ピラミッド企業モデル」と改称する。神武時代の基準尺度・1神武kmが3.14kmであると主張し、神武東征の計画性を日本地図に示す。「米山」「稲積」などの地名から、神武天皇が水田稲作を広めたと主張する。2010年、素行会「皇紀2670年記念出版」の共著『古代日本史―神武天皇・古代和字―』において、弥生時代の創始者・神武天皇が「モーセの墓」を意識し、モーセを封印したなどと主張している。そして、出エジプトの民が日本に到来したことを示唆する。
2011年に刊行された日野原重明名誉会長百寿記念の『医療行政/俳句療法』の中の「俳句療法の基礎―コトダマと健康―」において「日本語と古代エジプト語とは大きな交流があったこと」から「世界の言語の起源は日本語にあった」と結論している。2012年に素行会「皇紀2670年記念出版」として刊行された『素行会の國体論研究論集』を編集担当し、「日本紀年2」と「神武天皇―東征と国家統治」を執筆掲載する。その中で戦前の漢和辞典は「一蔀は72年」であったことを明らかにし、72年周期で見ると、西暦元年、1945年が重要な年回りで、次が2017年になるという。神道の基本に祖神信仰があるとした。
2013年5月発行の『商学研究』特別号第1巻に掲載された論文で、実協ピラミッド企業経営における付加価値志向の重要性を説いたうえ、付加価値税（消費税）の直接税化を提言する。また、「特別会計」の成立ちを明らかにする。『予章記』によれば静岡県の「庵原（いはら）」は四国松山との間に不思議な糸で結ばれている。現・興居島で第7代天皇の子・第8代天皇の弟が3つ子を儲け、船で海上に放した。第1子の船は伊豆に着き8歳のとき清見潟に来てそこに住み着いてその場所を庵原という。第2子は吉備の山本に着き、第3子は松山の三津浦に着き小千（オチ）御子と称した。
2014年5月1日発行の『静岡県人会メルマガ』において、モーセの後継者・ヨシュアの末裔が宇都宮市に実在していることが分かったという。そして、ヨシュアの墓も御幸公園近くにあったはずであるとし、パソコン地図でモーセの墓・ヨシュアの墓から、富士山と三保の松原を見ると、縄文時代から重視されていたことがうなずけるという。教育勅語に表れる道徳観倫理観はそれまで日本に存在した普遍的な道徳観を集約したものである。リーダーシップをとる世代に教育勅語が浸透していたか否かが日本経済の動向に大きく影響していることをみることができた。本居宣長には二つの墓がある。奥墓（オクツキ）は生前宣長の指示に基づいたものとされる。モーセの墓を基点としてヨシュアの墓との間に90度が形成される。

## 経歴
- 1957年 - 静岡県立清水東高等学校卒業。
- 1961年 - 青山学院大学経済学部卒業。
- 1966年 - 慶應義塾大学大学院商学研究科単位取得満期退学。
- 1965-1968年 - 財団法人日本生産性本部生産性研究所嘱託。
- 1968-1969年 - 埼玉大学経済短期大学部講師。
- 1969-1980年 - 埼玉大学経済短期大学部助教授。
- 1980-1992年 - 埼玉大学経済短期大学部教授。
- 1992-2004年 - 埼玉大学経済学部教授。
- 2004年 - 埼玉大学名誉教授。
- 2005-2009年 - 聖カタリナ大学教授。

## 著書
単著
- 『天海・光秀の謎―会計と文化― 』1993年、〔改訂版〕2002年、税務経理協会。
- 『複式簿記の黙示録』　1994年、徳間書店。

編著
- 『基本会計』 1994年、〔改訂版〕1999年、税務経理協会。

共著
- 『環境危機と会計情報』（石崎忠司 他編著）1997年、学文社。
- 『文化会計学―国際会計の一展開―』(木下照嶽 他編著）1998年、〔第2版〕2002年、税務経理協会。
- 『古代日本史―神武天皇・古代和字―』（富永浩嗣と）2010年、錦正社。
- 『医療行政/俳句療法』（日野原重明・木下照嶽 他編著）2011年、富嶽出版。
- 『素行会國体論研究論集』2012年、素行会。
- 『創立五十周年記念文集』2015年　温故知新会。

辞典
- The History of Accounting －An International Encyclopedia, 1996, Garland.

論文
- 「付加価値税の直接税化―インカム・タックスから付加価値税へ―」『商学研究』特別号第1巻　2013年5月。